# Eberhard Burger

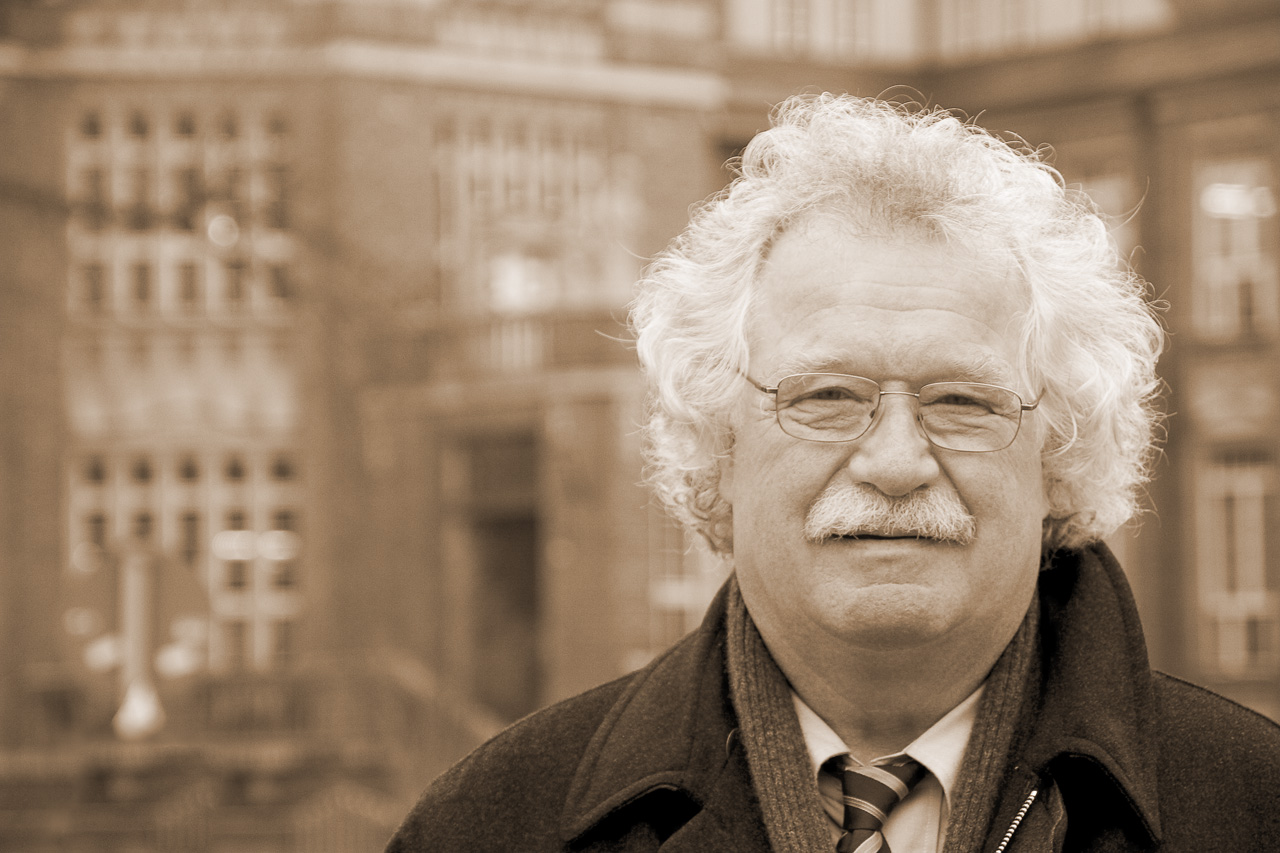
Eberhard Burger vor dem Beyer-Bau der TU Dresden

Eberhard Burger, OBE (* 26. Juli 1943 in Berlin) ist ein deutscher Bauingenieur und seit 2018 Alt-Domherr im Domkapitel am Dom St. Marien zu Wurzen (von 1986 bis 2018 dort Domherr). Von 1996 bis 2005 war er Baudirektor für den Wiederaufbau der Dresdner Frauenkirche und von 2001 bis 2007 Sprecher der Geschäftsführung der Stiftung Frauenkirche Dresden.

## Leben
Eberhard Burger wurde im Juli 1943 als viertes Kind des Diplomkaufmanns Rudolf Burger und seiner Ehefrau Edith in Berlin geboren. 1948 wurde er in Halle eingeschult und legte 1961 das Abitur in Riesa ab.
Burger hatte sich an der Technischen Universität Dresden um einen Studienplatz an der Fakultät Bauwesen für die Fachrichtung Konstruktiver Ingenieurbau beworben. Das erforderliche Praktische Vorstudienjahr absolvierte er beim Erdölverarbeitungswerk in Schwedt/Oder. In diesem Vorstudienjahr qualifizierte er sich zum Betonfacharbeiter. 1962 begann er das Direktstudium an der TU Dresden.
Er heiratete 1965. Noch im selben Jahr wurde eine Tochter geboren, 1968 ein Sohn. Burger schloss 1968 sein Studium als Diplom-Ingenieur ab. Sein erster Arbeitgeber war das Bau- und Montagekombinat Kohle und Energie. Er übernahm Aufgaben als Bauleiter, als Technischer Leiter und als Gruppenleiter. Sein erstes Bauwerk war das Kernkraftwerk Lubmin bei Greifswald, für das er die Baustelleneinrichtung zu bauen hatte. Weitere Bauwerke betrafen Industrievorhaben im Bezirk Dresden wie zum Beispiel ein Gebäude für Robotron in der Bodenbacher Straße und das Rundfunk- und Fernmeldetechnikgebäude am Postplatz.
1980 wechselte Eberhard Burger in das Amt des Kirchenbaurats beim Evangelisch-Lutherischen Landeskirchenamt Sachsen. In dieser Funktion war er unter anderem für den Wiederaufbau der Dreikönigskirche in Dresden zuständig. Bis zum Jahr 1991 trug er die Verantwortung für das gesamte Sonder- und Neubauprogramm der Evangelischen Kirche in Sachsen, wie zum Beispiel für den Neubau der Zionskirche in der Bayreuther Straße oder für die Instandsetzung des Turmes vom Zwickauer Dom St. Marien.
1986 übernahm Burger als Domherr im Domkapitel des Domes zu Wurzen eine neue Aufgabe: Unter seiner Leitung wurde der Wurzener Dom, der sich seinerzeit in einem desolaten Zustand befand, zuerst von außen und danach innen komplett renoviert. Die gesamten Arbeiten wurden 2004 unter seiner Leitung abgeschlossen.
1998 war Eberhard Burger Mitbegründer und Initiator der Europäischen Vereinigung der Dombaumeister, Münsterbaumeister und Hüttenmeister, dessen Vorsitzender er bis 2005 war. Unter den Mitgliedern sind alle Großkirchen Deutschlands vertreten. Außerdem sind die Verantwortlichen aus Wien, Basel, Bern, Straßburg und Prag und Fachvertreter aus der Slowakei, den Niederlanden und Norwegen Mitglied.
Um sich als Baudirektor um den Wiederaufbau der Frauenkirche in Dresden zu kümmern, wurde er am 1. Oktober 1992 von seinen bisherigen Aufgaben (bis auf die Instandsetzung des Wurzener Domes) beurlaubt. 1995 wurde Burger zusätzlich Geschäftsführer und 2001 Sprecher der Geschäftsführung der Stiftung Frauenkirche Dresden. Am 22. Juli 2007 wurde Burger mit einem Gottesdienst in der Frauenkirche als Sprecher der Geschäftsführung der Stiftung Frauenkirche verabschiedet. Er wurde in deren Stiftungsrat berufen.
Von 2008 bis 2018 war er Kuratoriumsmitglied der Internationalen Martin Luther Stiftung.
Burger ist verheiratet und hat zwei erwachsene Kinder.

## Ehrungen
2005 erhielt Eberhard Burger den Preis der ökumenischen Stiftung Bibel und Kultur für sein Lebenswerk. Am 10. Februar 2006 hat Eberhard Burger die Ehrendoktorwürde der Technischen Universität Dresden erhalten. Er erhielt den Doktor der Ingenieurwissenschaften Ehren halber (Dr.-Ing. E. h.) „in Anerkennung seiner hervorragenden Leistungen bei der Instandsetzung und dem Wiederaufbau von Kirchenbauwerken, insbesondere beim Wiederaufbau der Frauenkirche Dresden, sowie in Würdigung seiner Unterstützung von Forschungsvorhaben an der Technischen Universität Dresden“. Seit dem 31. März 2006 ist er ein Ehrenbürger der Stadt Dresden. 2006 ehrte ihn der Verband Deutscher Vermessungsingenieure mit dem Goldenen Lot. Am 7. September 2007 wurde Burger gemeinsam mit dem Vorsitzenden der Gesellschaft zur Förderung des Wiederaufbaus der Frauenkirche Dresden, Ludwig Güttler, und dem Gründer der Frauenkirchen-Stiftung Bernhard Walter das Große Bundesverdienstkreuz verliehen. Queen Elisabeth II. hat ihm im November 2007 „in Anerkennung seiner Verdienste um den Wiederaufbau der Frauenkirche und seinen bedeutsamen Beitrag“ für die Versöhnung beider Völker bei diesem Projekt den Orden Officer of the British Empire (OBE) des britischen Ritterordens Order of the British Empire verliehen.